# Ucieczka Tarzana
Ucieczka Tarzana (Tarzan Escapes) – amerykański film przygodowy z 1936 roku, będący kontynuacją filmu Miłość Tarzana z 1934 roku.
Film jest częścią cyklu filmów o Tarzanie, będącego swobodną adaptacją cyklu powieści Edgara Rice’a Burroughsa o tej postaci.

## Treść
Kapitan Fry stara się schwytać Tarzana by sprowadzić go ponownie na kontynent i wystawić w klatce na widok publiczny.

## Główne role
- Johnny Weissmuller – Tarzan
- Maureen O’Sullivan – Jane
- John Buckler – kapitan John Fry
- Benita Hume – Rita
- William Henry – Eric
- Herbert Mundin – Rawlins
- E.E. Clive – Masters
- Darby Jones – Bomba
- Everett Brown – Hostile Native Chief
- Johnny Eck – Gooney-Ptak